# André Broca
Pour les articles homonymes, voir Broca (homonymie).
Élie André Broca, né le 2 novembre 1863 à Paris où il est mort le 23 février 1925, est un physicien et médecin français. 

## Biographie
André Broca est le fils du célèbre neurochirurgien Paul Broca et d'Adèle-Augustine Lugol (décédée à Luzarches le 24 août 1914) et le frère du chirurgien Auguste Broca (1859-1924).
Entré à l'École polytechnique en 1883, il en sort en 1885 comme sous-lieutenant d'artillerie. Il quitte l'armée trois ans plus tard et devient préparateur au laboratoire de physique de la faculté de médecine de Paris. Il entame des études médicales, est reçu docteur en médecine en 1893 et devient agrégé de sciences physiques près la faculté de médecine de l'université de Paris en 1898. Il travaille avec l'ingénieur-opticien Philibert Pellin, conduisant à l'invention du prisme de Pellin-Broca en 1899. Il est nommé répétiteur à l’École polytechnique en 1902. Il se trouve impliqué l'année suivante avec son collègue Jean Becquerel dans la mystification des rayons N (montée par René Blondlot), censés modérer l'usage des anesthésiques. 
Durant la Grande Guerre, il est mobilisé comme officier d'artillerie. Il travaille sur les dirigeables, invente la sauterelle d’Imphy, basée sur le principe de l'arbalète et qui est utilisée par l'armée de 1915 à 1916,  et l'hydrophone à écoute directe du commandant (futur contre-amiral) Georges Walser destiné aux écoutes sous-marines. Avec le général Louis Clergerie, il étudie la visibilité de certains projectiles traceurs. 
Il est rattaché en 1917 à la Direction des Inventions, Etudes et Expériences techniques, dans la section marine. 

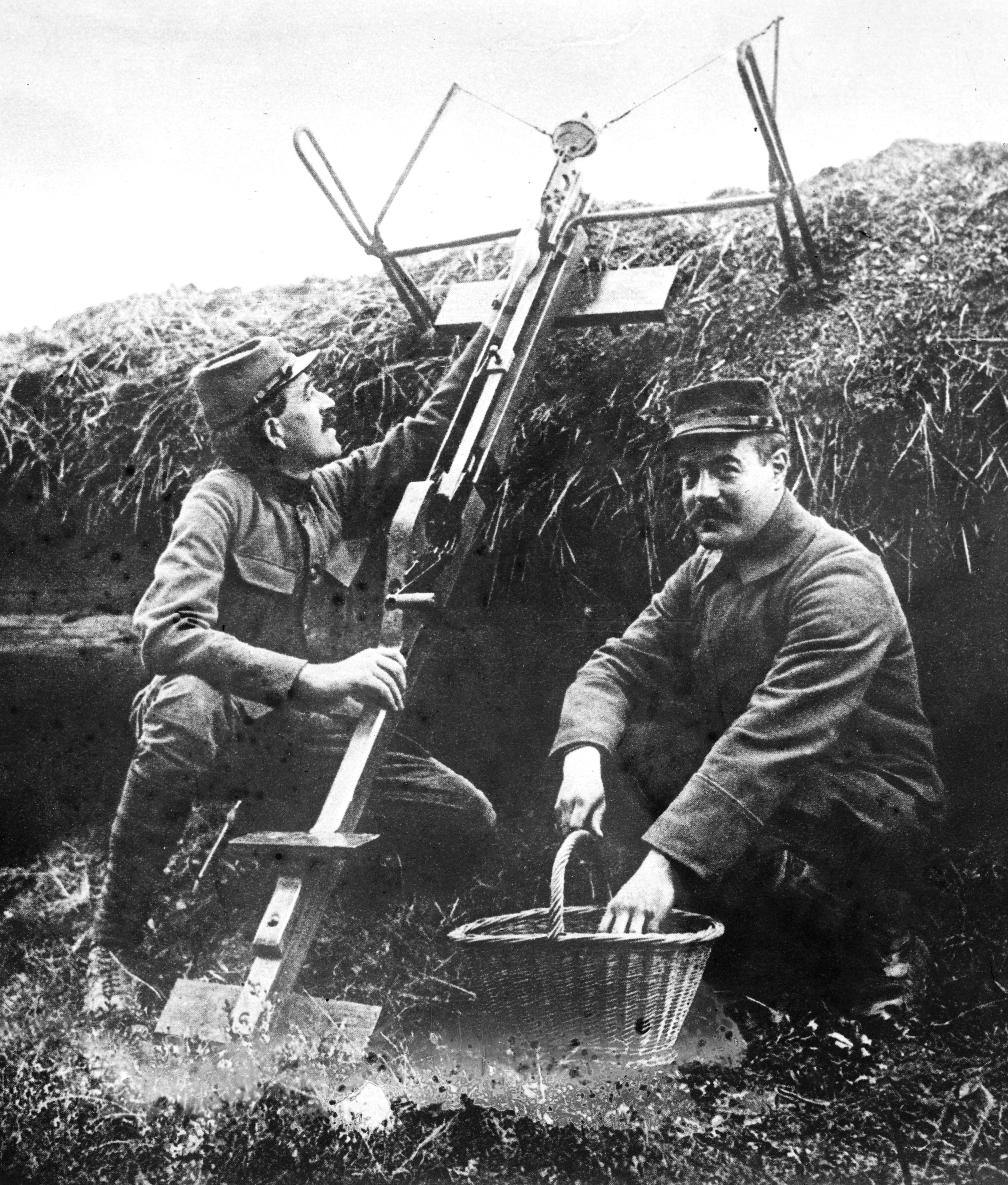
La Sauterelle type A d'Imphy (1915)

En 1920, il succède au professeur Georges Weiss à la chaire de physique médicale et dirige le laboratoire de physiothérapie de l'Hôpital Saint-Louis. Il est élu membre de l'Académie de médecine le 15 février 1921. Il est également professeur d'optique physiologique à l'École supérieure d'optique.

## Œuvres
- Sur l'Aplananétisme (1892)
- Sur l'Achromatisme (1892)
- Etudes physiologiques, physiques et cliniques sur la vision des éruptions cutanées (1893)
- Galvanomètre absolument astatique et à grande sensibilité (1897)
- La Télégraphie sans fils (1899) (texte disponible sur LillOnum)
- Précis de physique médicale (1907)
- Mesure des courants faradiques (1908) (texte disponible sur LillOnum)

## Distinction
- Chevalier de la Légion d'honneur (5 janvier 1918)[8]

## Hommage
- Son éloge est prononcé à l'Académie de Médecine, le 3 mars 1925 par le cancérologue Claudius Regaud.